# Carpio (Dacota do Norte)
Carpio é uma cidade localizada no estado norte-americano de Dacota do Norte, no Condado de Ward.

## Demografia
Segundo o censo norte-americano de 2000, a sua população era de 148 habitantes.
Em 2006, foi estimada uma população de 140, um decréscimo de 8 (-5.4%).

## Geografia
De acordo com o United States Census Bureau tem uma área de
1,5 km², dos quais 1,5 km² cobertos por terra e 0,0 km² cobertos por água. Carpio localiza-se a aproximadamente 517 m acima do nível do mar.

## Localidades na vizinhança
O diagrama seguinte representa as localidades num raio de 28 km ao redor de Carpio.